# Palacio de Villahermosa (Zaragoza)
El Palacio de Villahermosa es un edificio de estilo barroco que se encuentra en la ciudad de Zaragoza. Ubicado en el número 58 de la calle de Predicadores.
Del antiguo palacio barroco solo se conserva la fachada de finales del siglo XVII o principios del XVIII. La fachada, de tres plantas realizada en ladrillo con zócalo de piedra, muestra dos pequeñas torres a los lados y una portada barroca. Las aberturas son con balcón bajo dintel en forma de bolsón en las dos plantas superiores.
El edificio ha sido residencia de nobles, cárcel, juzgado y en la actualidad es un colegio público.

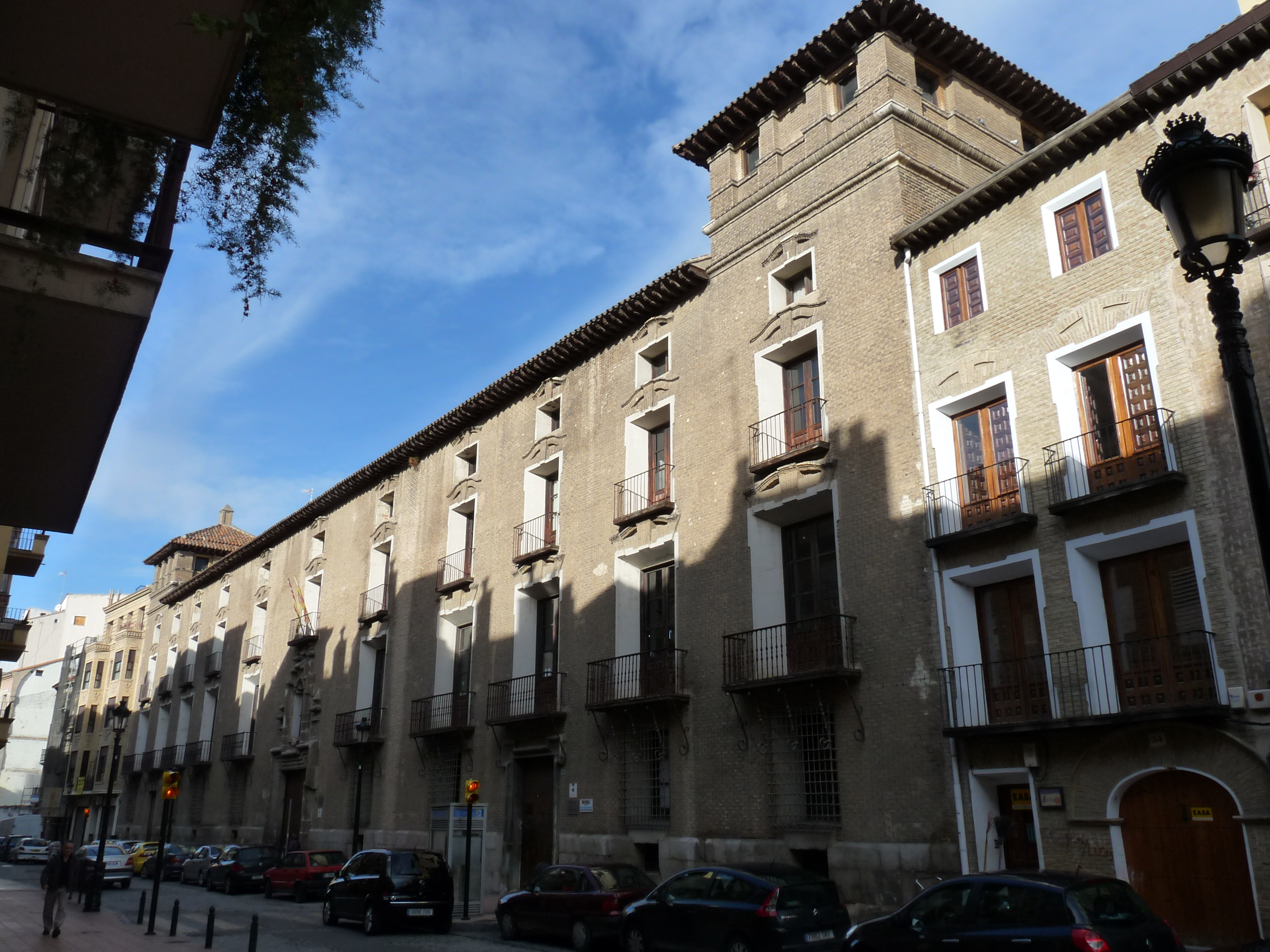
Zaragoza - Palacio de los duques de Villahermosa

## Enlaces
- Wikimedia Commons alberga una categoría multimedia sobre Palacio de Villahermosa.

- Datos: Q6058238
- Multimedia: Palacio de los Duques de Villahermosa (Zaragoza) / Q6058238